# MERVAL
De MERVAL Index is de belangrijkste aandelenindex van de beurs van Buenos Aires, de Bolsa de Comercio de Buenos Aires. De naam MERVAL is een afkorting van "Mercado de Valores", dat aandelenmarkt betekent. 
De aandelenindex werd op 30 juni 1986 geïntroduceerd. De index bestaat uit maximaal 20 beursfondsen en wordt elke drie maanden herwogen op basis van de transacties van de zes voorafgaande maanden.
Per 31 juli 2023 zaten twintig aandelen in de index. Het is een zeer geconcentreerde index, het grootste bedrijf in de index was YPF met een gewicht van 16,6% en de 10 grootste bedrijven vertegenwoordigden gezamenlijk 82,6% van het totaal. Er zijn vier grote sectoren, banken en verzekeringsbedrijven met een gewicht van 32%, energie (24%), materialen (21%) en nutsbedrijven (18%). Voor de overige zes sectoren resteerde een gewicht van 6%.

## Koersverleden
Hieronder staat de tabel van de MERVAL index vanaf 1996. Het dieptepunt lag in 2001 tijdens de economische crisis van het land. De koersen luiden in Argentijnse peso, de koersstijging lijkt hierdoor spectaculair, maar de waarde van de peso kampt met een ernstige depreciatie en wordt daardoor minder waard.
| Jaar | Maximum | Minimum | Jaareinde | Mutatie |
| ---- | ------- | ------- | --------- | ------- |
| 1996 | 650,2   | 491,71  | 649,4     |         |
| 1997 | 866,5   | 576,3   | 687,5     | 5,9%    |
| 1998 | 715,9   | 301,7   | 430,1     | 37,4%   |
| 1999 | 604,1   | 340,6   | 550,5     | 28,0%   |
| 2000 | 645,3   | 396,6   | 416,8     | 24,3    |
| 2001 | 539,2   | 200,9   | 295,4     | 29,1%   |
| 2002 | 525,1   | 267,7   | 525,0     | 77,7%   |
| 2003 | 1078,0  | 520,6   | 1072,0    | 104,2%  |
| 2004 | 1389,5  | 839,9   | 1375,4    | 28,3%   |
| 2005 | 1731,3  | 1276,5  | 1543,3    | 12,2%   |
| 2006 |         |         | 2090,5    | 35,5%   |
| 2007 |         |         | 2151,7    | 2,9%    |
| 2008 |         |         | 1079,7    | 49,8%   |
| 2009 |         |         | 2320,7    | 115,0%  |
| 2010 |         |         | 3523,6    | 51,8%   |
| 2011 |         |         | 2462,6    | 30,1%   |
| 2012 |         |         | 2854,3    | 15,9%   |
| 2013 |         |         | 5391,0    | 88,9%   |
| 2014 |         |         | 8579,0    | 59,1%   |
| 2015 |         |         | 11.675    | 36,1%   |
| 2016 |         |         | 16.918    | 44,9%   |
| 2017 |         |         | 32.190    | 90,3%   |
| 2018 |         |         | 30.293    | 5,9%    |
| 2019 |         |         | 41.671    | 37,6%   |
| 2020 |         |         | 51.227    | 22,9%   |
| 2021 |         |         | 83.500    | 63,0%   |
| 2022 |         |         | 202.085   | 142,0%  |

## Andere Argentijnse aandelenindices
- M.AR is de afkorting voor de Merval Argentina aandelenindex. Deze index bestaat uit uitsluitend Argentijnse bedrijven met een notering op de Buenos Aires Stock Exchange. De methodiek is gelijk aan die van de MERVAL aandelenindex. Deze index heeft 1 januari 2000 als startdatum en begon op een niveau van ARS 550,47.
- MERVAL 25, deze index bestaat uit 25 aandelen met een beursnotering in Buenos Aires, dat zijn er negen meer dan de MERVAL. De methodiek voor deze index is verder gelijk aan die van de MERVAL, maar nu alleen met meer aandelen en is daarom iets meer gediversificeerd. De index begon op 1 januari 2003 met een startniveau van ARS 524,95.
- Burcap, hier staat de beurswaarde van de bedrijven centraal en niet de verhandelbaarheid. Deze index telt 12 aandelen en heeft 1 januari 1993 als startdatum.

De vier grootste bedrijven in deze aandelenindices zijn: Grupo Financiero Galicia (tickercode: GGAL), Petrobras (APBR), Yacimientos Petrolíferos Fiscales (YPFD) en Pampa Energía (PAMP). Petrobrás is het grootste buitenlandse bedrijf met een notering op de beurs.